# Annie Lööf
Annie Lööf, nascida Johansson, ( PRONÚNCIA; Värnamo, 16 de julho de 1983) é uma política e advogada sueca. 

Foi deputada do Parlamento da Suécia (Riksdagen), representando o condado de Jönköping, em 2006-2023. Foi líder do Partido do Centro em 2011-2023. Lööf também chegou a servir como Ministra para Empreendimento, Energia e Comunicação, de 2011 a 2014, no governo de Fredrik Reinfeldt.